# بيير جورج (جغرافي)
بيير جورج (بالفرنسية: Pierre George)‏ هو جغرافي فرنسي، ولد في 11 أكتوبر 1909 في باريس في فرنسا، وتوفي في 11 سبتمبر 2006 في شاتيناي مالابري في فرنسا.